# Potamon algeriense
Potamon algeriense (лат.) — пресноводный краб из рода Potamon, обитающий в Северной Африке.

## Систематика
Potamon algeriense — близкий родственник европейского вида Potamon fluviatile, подвидом которого он раньше считался.

## Биогеография
Potamon algeriense имеет широкое, но неоднородное распространение в Тунисе (провинции Джендуба, Бежа, Кайруан и Гафса), Алжире (провинции Алжир, Медеа и Бежайя) и Марокко (провинции Кенитра и Фес).
Это единственный представитель семейства пресноводных крабов Potamidae в материковой Африке, где в остальном доминирует семейство Potamonautidae. Предполагается, что он мигрировал из Италии во время Мессинского кризиса солености 5-7 миллионов лет назад.